# هيأة تشغيل الرميلة
هيأة تشغيل الرميلة (بالإنجليزية: Rumaila Operating Organisation) (ROO) هي الجهة المشغلة للرميلة في العراق، وهو أحد أكبر الحقول النفطية في العالم. وهي مشروع مشترك بين شركة نفط البصرة (BOC) وشركة طاقة البصرة المحدودة (BECL) وشركة تسويق النفط (سومو) (SOMO).

## ملخص
تأسست شركة تشغيل الرميلة على يد شركة بي بي، وشركة بتروتشاينا، وشركة تسويق النفط الحكومية (سومو)، وشركة نفط البصرة (شركة نفط الجنوب سابقًا (SOC)) من أجل تشغيل إعادة تأهيل وتوسيع حقل الرميلة النفطي في جنوب العراق لمدة 20 عامًا،  والذي تم اكتشافه في عام 1953 وكان قيد التشغيل منذ عام 1954، مع استكشاف وإنتاج واسع النطاق منذ أواخر الستينيات / السبعينيات من القرن السابق.    
يعد حقل الرميلة النفطي جزءاً من ما يسمى بفئة الحقول النفطية العملاقة، حيث يحتوي على أكثر من مليار برميل من النفط القابل للاستخراج. وتشير التقديرات الحالية إلى أن إجمالي احتياطيات الرميلة تبلغ نحو 17 مليار برميل. ويشكل إنتاج الحقل حوالي ثلث إجمالي إنتاج النفط في البلاد. 
يقع الحقل في جنوب العراق، على بعد حوالي 30 ميلاً (50 كم) من حدود الكويت ولعب دورًا مهمًا في حرب الخليج عام 1990، وغزو العراق عام 2003 وما تلاها من حرب العراق .       
تم الإعلان عن جولة جديدة من المناقصات لحقول النفط الجنوبية في العراق لأول مرة في عام 2008، بعد سنوات عديدة من الاضطرابات بسبب الحرب والتي أدت إلى اضطرابات سياسية وعسكرية.
تم توقيع عقد الخدمة الفنية بين شركة نفط البصرة وشركة بي بي وشركة بتروتشاينا وشركة تسويق النفط في عام 2009، والذي ينص على إنشاء هيئة تشغيل الحقل، وتحفيز إدخال التقنيات والبنية الأساسية الجديدة، والتدريب والمعدات للموظفين، وبرنامج الحفر والتوسع المكثف في حقل الرميلة النفطي. ROO هي الشركة المشغلة، وشركة البصرة للطاقة (BECL) هي الآن المقاول الرئيسي. شركة بي إي سي إل مملوكة بالكامل لشركة بي بي وبتروتشاينا، وتملك وتدير الشركات المهتمة بحقل الرميلة النفطي في العراق. تم تمديد الاتفاقية في عام 2014 بحيث تستمر الآن حتى عام 2034.     
تم تحديد أهداف الإنتاج الأولية لرفع متوسط الإنتاج اليومي من 1.06 إلى 1.2 مليون برميل يوميا، وتم تحقيقها في كانون الأول/ديسمبر 2010. وبحلول عام 2014، تجاوز الإنتاج باستمرار 1.3 مليون برميل يوميا، وبحلول يناير/كانون الثاني 2017 وصل إلى أكثر من 1.4 مليون برميل يوميا. لقد زاد الإنتاج منذ عام 2010 بنسبة تزيد عن 35%.
خططت منظمة تشغيل الرميلة لتوظيف موظفين محليين بشكل أساسي للإشراف على العمليات، مع عدد أقل من الخبراء الفنيين والمديرين من شركة بي بي وشركة البترول الوطنية الصينية.  وكان من المقرر أن تبدأ عمليات الشركة في تموز/يوليو 2010.  وقد تضمنت خطط الكونسورتيوم إنفاق أكثر من 15 مليار دولار ، بين عامي 2010 و2020، لتطوير الحقل.  
منذ بدء البناء في عام 2010، تم حفر أكثر من 500 بئر جديد وتجديد 14 محطة لإزالة الغازات ، وتم توفير إمكانية الوصول البيئي وتنظيف الأراضي. وفي نفس الفترة الزمنية تقريبًا، تم تشييد البنية التحتية المتصلة والطرق الجديدة ومباني الصيانة ومباني الموظفين والمكاتب، كما تم بناء محطة ضخ جديدة ومحطة طاقة . يوجد في الحقل اليوم حوالي 550 بئر إنتاج و 150 بئر حقن.   
وكانت شركة بي بي (38% من الملكية، ومقرها في المملكة المتحدة) وشركة بتروتشاينا (37%، الصين) قد وقعتا في وقت سابق عقدا مع شركة نفط الجنوب (25%، العراق) في عام 2009 لتطوير وزيادة الإنتاج في حقل الرميلة، وهو الأكبر في العراق.في حزيران/يونيو 2022، وبموافقة من حكومة العراق، تولت شركة بي إي سي إل دور المقاول الرئيسي في حقل الرميلة النفطي، بموجب عقد الخدمات الفنية الحالي لتمكين الاستثمار المستمر والمُحسَّن في الحقل، بما في ذلك تحسين الوصول إلى التمويل الخارجي. 
وبموجب نظام التحكم في الإنتاج، أنتج الحقل ما يقرب من 5 مليارات برميل من النفط في المجمل، مما أدى إلى توليد إيرادات بلغت نحو 500 مليار دولار.  
ويعمل في حقل الرميلة نحو 7 آلاف عراقي، بمساعدة أكثر من 100 خبير من شركة بي بي وشركة بيتروتشاينا. ويقدر عدد السكان المحليين المشاركين في العمليات في الرميلة بنحو 35 ألف شخص من خلال المقاولين، ويعملون في جميع أنحاء سلسلة القيمة والتوريد.   
في نيسان/أبريل 2022، أعلنت شركة النفط والغاز عن إنتاج بلغ 1,348,000 برميل لكل يوم (214,300 م3/ي) لسنة 2021. وكان هذا أعلى معدل إنتاج سنوي منذ 30 عاما. في عام 2021، تم تحقيق إنجاز 5.0 بليون برميل (790,000,000 م3)تم الوصول أيضًا إلى من النفط. 

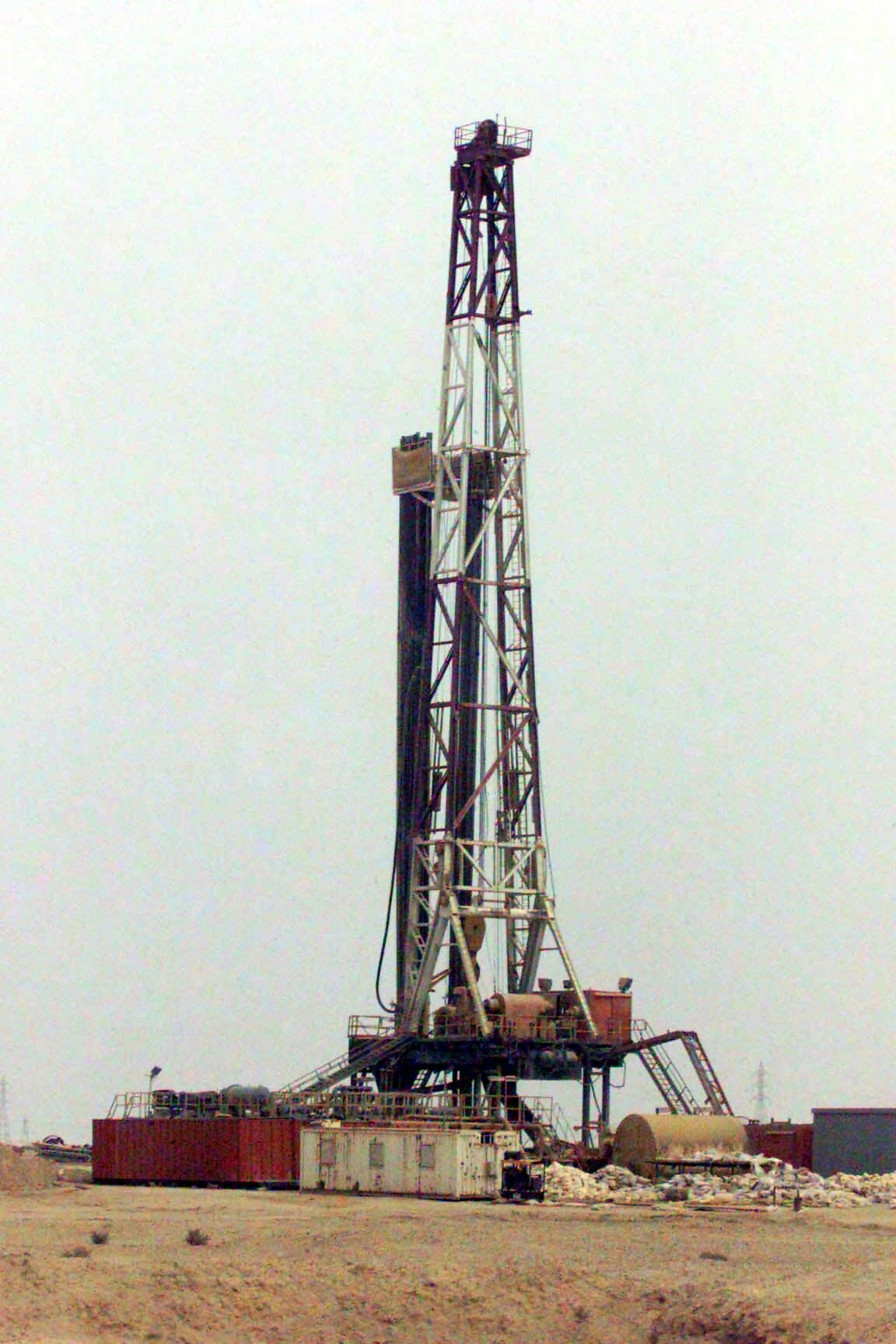

## الأعمال الخيرية
كما تقوم هيئة تنظيم النفط بتمويل وإدارة صندوق الرعاية الاجتماعية في الرميلة وصندوق التعليم في الرميلة، وتوفير أشكال مختلفة من الدعم والتدريب والتعليم والصحة والمساعدات الأساسية للمجتمعات المحيطة بحقل الرميلة النفطي.  
لعدة سنوات بعد عام 2012 تعاونت منظمة ROO مع منظمة AMAR الخيرية لدعم الأشخاص المعرضين للخطر في جنوب العراق. وكان المشروع الأول لهذه الشراكة هو توزيع الطرود الغذائية على أكثر من 1000 أسرة محتاجة خلال شهر رمضان في تموز/يوليو 2013. كما تدعم منظمة ROO مبادرات الإغاثة في حالات الطوارئ والرعاية الصحية، وتعمل على تعزيز المجتمعات المحلية. 